# Miguel Ángel Martín
Miguel Ángel Martín (León, 1960) è un fumettista spagnolo.
Nel 1995 pubblicò Psychopathia sexualis, che venne poi definito “il fumetto più violento e ripugnante mai disegnato” e che in Italia fu oggetto di una vicenda giudiziaria che portò al suo sequestro e alla distruzione delle copie, facendo così nascere un dibattito pubblico sulla libertà di espressione e sulla censura; l'autore venne definito dal Time “uno dei migliori disegnatori europei di fumetti” e dalla rivista The Face venne incluso nella lista dei “50 disegnatori del secolo”.

## Biografia
Ha esordito pubblicando dissacranti strisce quotidiane sui giornali nel 1985 con Cronica Negra su La Crónica di León e dove rimase fino alla fine degli anni novanta; realizzò anche le serie Keibol Black, Kyrie e Nuevo Europeo, che ebbe anche una adattamento teatrale nel 2004. Realizzò poi la serie The Space Between sulla rivista spagnola Zona 84 e poi proseguita in Italia dalle Topolin Edizioni. Nel 1995 inizia a collaborare con l'etichetta discografica Subterfuge Records.
In seguito ha pubblicato anche su riviste di tutto il mondo come El País, Marie Claire, Primera Línea, Maxim, Leer, GQ, Rolling Stone, L'antitempo.
Nel 1995 pubblica Psychopathia Sexualis, opera che divenne celebre per il sequestro e la confisca da parte della magistratura italiana con l'accusa di offesa al comune senso del pudore. Il processo durò cinque anni e alla fine l'editore Jorge Vacca venne assolto dalle accuse. La risonanza mediatica accrebbero fama e successo. La sua nuova serie, Brian the Brain, incentrata su un bambino dotato di poteri extrasensoriali ma privo di calotta cranica, venne pubblicata in Spagna dal 1990 al 1993 e nello stesso periodo anche in Italia dalla Topolin Edizioni di Vacca . Nel 2015 è stata ripubblicata integralmente in unico volume in Italia da Edizioni NPE .
Opere successive furono Snuff 2000, Neuro Habitat, Playlove e una versione illustrata di Le 120 giornate di Sodoma e collabora poi alla serie U.D.W.F.G.. Ha scritto la sceneggiatura del film Neuroworld di Borja Crespo, basata su un paio di suoi racconti a fumetti e prodotto da Calle 13, un canale televisivo spagnolo. In Italia ha presentato, in occasione della mostra Mitos del Pop, un volume su commissione del Museo Thyssen. Nel 2018 collabora con Ruggero Deodato illustrando il soggetto del sequel mai realizzato del suo celebre film Cannibal Holocaust.

## Premi e riconoscimenti
- Premio Yellow Kid come migliore disegnatore straniero all'Expocartoon di Roma nel 1999[3].
- The Complete Brian the Brain, ha vinto il premio XL-Repubblica al Napoli Comicon del 2007.

- Best New Artist Award per il Salon Internacional de Comics de Barcelona del 1992.[7]

- Mostra a Treviso presso l'Eden Café e un'altra a tema Brian The Brain presso la Mondo Bizzarro Gallery di Roma.[3]

## Opere
- Psychopatia sexualis
- Brian the Brain
- Anal Core
- Bitch
- Cyber Freak
- The Space Between
- Rubber Flesh
- Snuff 2000

Edizioni italiane
- Brain the Brain , Topolin Edizioni 1997
- Cyber Freak , Topolin Edizioni, 2000
- The Space Between , Topolin Edizioni, 2001
- Anal Core , Topolin Edizioni, 2002
- Snuff 2000 , Topolin Edizioni, 2002
- The complete Brian the Brain. Un tecnomelodramma del XXI secolo , Coniglio Editore, 2006
- Bitch , Purple Press, 2008
- Neuro habitat. Cronache dell'isolazionismo , Coniglio Editore, 2008
- Keibol Black. Violenza psicologica per giovani europei  , Coniglio Editore, 2008
- Playlove , Purple Press, 2008
- Sicotronic records , Purple Press, 2009
- Giorni felici, Coniglio Editore, 2010[8]
- Psycho pathia sexualis , Purple Press, 2010
- Calendario apocalittico, Edizioni NPE, 2011
- Bug, Edizioni NPE, 2012 ISBN 9788897141280
- Brian the Brain da adolescente, Edizioni NPE, 2013 ISBN 9788897141167
- Brian the Brain. L'integrale, Edizioni NPE, 2015 ISBN 9788888893990
- Surfing on the Third Wave, Edizioni NPE, 2017, ISBN 9788894818178
- Rubber Flesh, Edizioni NPE, 2018 ISBN 9788894818512
- Cannibal Holocaust 2 (in collaborazione con Ruggero Deodato), Edizioni NPE, 2018 ISBN 9788894818628
- Life fading and The space between, Edizioni NPE, 2020 ISBN 9788894818857
- Total Overfuck, Edizioni NPE, 2021 ISBN 9788836270460
- NeuroWorld, Edizioni NPE, 2021 ISBN 9788836270262
- Saphari, Edizioni NPE, 2022 ISBN 9788836270996
- My way, Edizioni NPE, 2023, ISBN 9788836271924
- Giorni felici, Edizioni NPE, 2024 ISBN 9788836272259